# Tápió
Tápió är ett vattendrag i Ungern. Det ligger i den centrala delen av landet, 80 km öster om huvudstaden Budapest.